# Ірано-швейцарські відносини

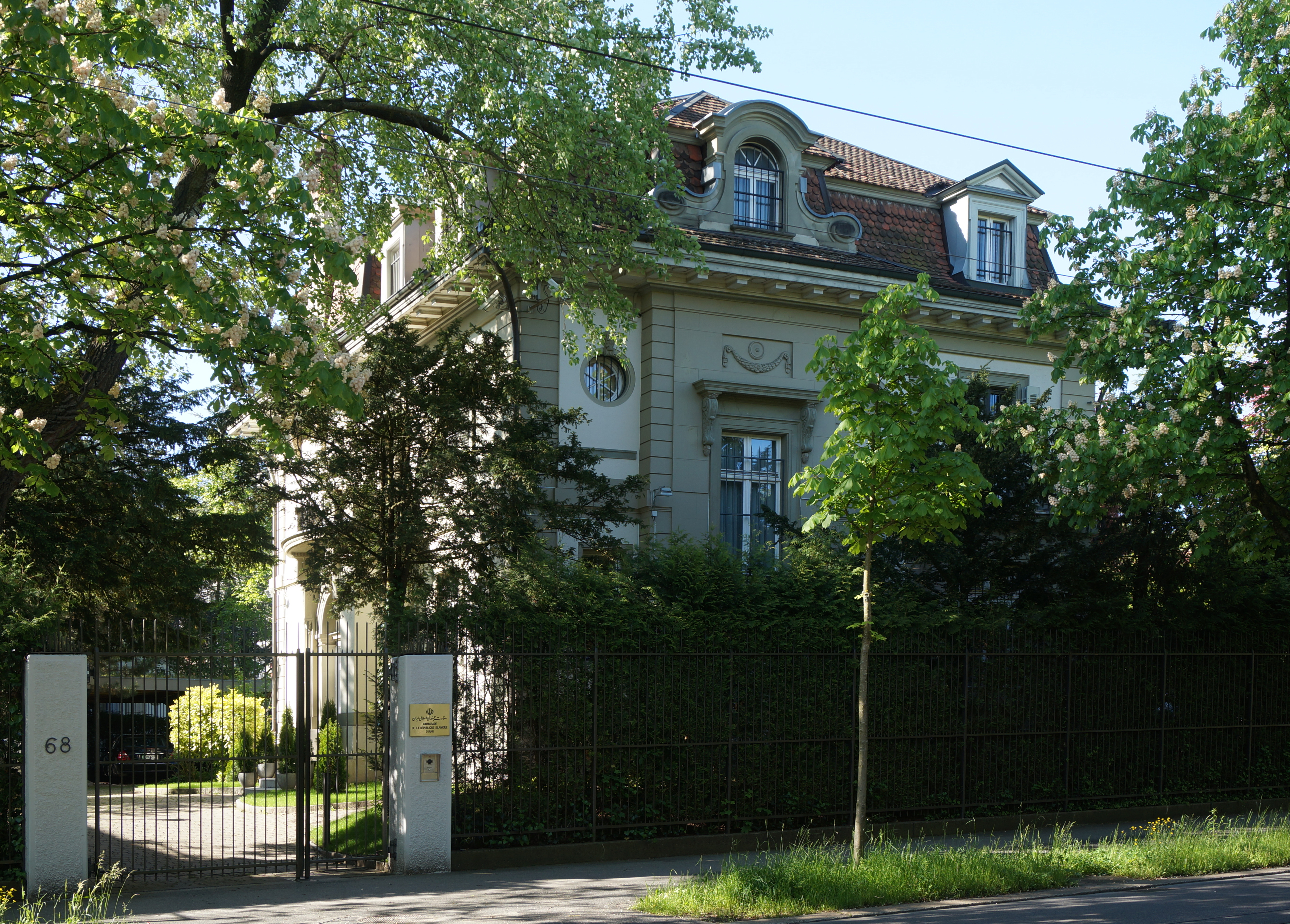
Посольство Ірану в Берні, Швейцарія

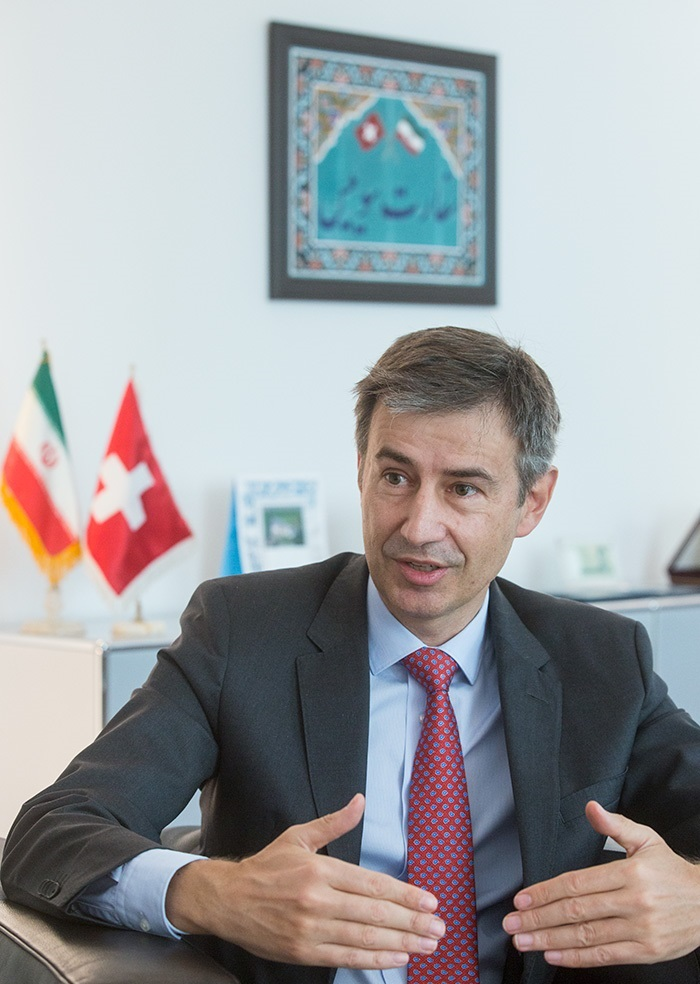
Маркус Лайтнер, посол Швейцарії в Ірані з 27 серпня 2017 року, інтерв’ю FNA 30 квітня 2018

Відносини Швейцарії та Ірану — зовнішньо-політичні відносини між  Швейцарською Конфедерацією та Республікою Іран.
З 1919 року Швейцарія має консульство в Тегерані, але вже в 1936 році змінило статус до посольства. Швейцарія представляла Іран у Канаді, Ізраїлі та Саудівській Аравії.

## Історія

### Відомі іранці часів монархії, які жили та навчалися в Швейцарії
У 1911 році колишній прем’єр-міністр Ірану Мохаммад Мосаддик отримав ступінь доктора права в Університеті Невшателя в Швейцарії. У дитинстві шах Ірану Мохаммад Реза Пехлеві відвідував швейцарську школу-інтернат Institut Le Rosey, де і закінчив навчання в 1935 році.

### Ірано-Іракська війна
Починаючи з 1984 року, жертви ірано-іракської війни отримали медичну допомогу в нейтральній Швейцарії, тоді як, швейцарські компанії одночасно вели багатомільярдний бізнес з Іраком. Співпраця на національному рівні була започаткована у 2006 році.

### Вбивство Казема Раджаві
Алі Фаллахіан - іранський політик і священнослужитель, був членом 3-ї асамблеї експертів IRI і міністром розвідки Ісламської Республіки Іран. Був звинувачений швейцарським судом за організацію вбивства Казема Раджаві, брата лідера Масуда Раджаві (організація моджахедів-е Халк), поблизу Женеви серед білого дня кількома агентами 24 квітня 1990 року

### Шпигунська справа
У 1992 році Ганс Бюлер, співробітник швейцарської фірми Crypto AG, був затриманий в Ірані за звинувачення у шпигунстві. Пізніше іранська влада звільнила його після того, як фірма виплатила облігації на 1 мільйон доларів.. Швейцарські ЗМІ та німецький журнал Der Spiegel розпочали дискусійну справу в 1994 році, переслідуючи питання про те, чи дійсно машини Crypto були сфальсифіковані західною розвідкою (а саме АНБ). У 2020 році швейцарське парламентське розслідування виявило, що насправді  швейцарська розвідувальна служба знала про причетність фірми Crypto AG із Цуга в шпигунстві під керівництвом США та отримала вигоду від неї.

### Швейцарського дипломата заарештували за звинуваченнями в сексуальному характері
У лютому 2009 року іранська поліція заарештувала Марко Кемпфа, швейцарського дипломата, який виконував обов’язки першого секретаря з питань інтересів США, за звинуваченням у сексі після того, як знайшла його з іранською жінкою в автомобілі. Дипломата відкликали до Швейцарії.

### Діалог про права людини та голосування в Швейцарії про мінарети 2009 року
З 2003 року обидві країни ведуть діалог з прав людини, а з 2005 року – у дискусіях щодо міграції. Після конституційної поправки, яка забороняє будівництво нових мінаретів у Швейцарії в 2009 році, Іран назвав голосування в Швейцарії «ісламофобським» і ударом по релігійній свободі. 

### Порушення безпеки в посольстві Ірану в Берні
У листопаді 2011 року швейцарська поліція розслідувала два незначні напади на посольство Ірану в Берні.

### Ухилення від сплати податків
У 2014 році міжнародні ЗМІ повідомляли, що громадяни Ірану входять до списку тих, хто ухиляється від сплати податків у Швейцарії.

## Торгівля

### Торгівля нафтою
Марк Річ, американсько-ізраїльський бізнесмен з міжнародними зв'язками, в'їхав в Іран через свою компанію Glencore зі штаб-квартирою в Швейцарії. Річ проігнорував американські та міжнародні санкції проти Ірану і став основним трейдером іранської нафти протягом 15 років.

### Торгівля зброєю з банками Ізраїлю та Швейцарії
За підрахунками The Observer , ізраїльські приватні торговці зброєю продали Ірану зброю американського виробництва під час ірано-іракської війни на загальну суму 500 мільйонів доларів США щорічно, щоб постачати іранський арсенал, що базується на той час. Журнал Time повідомляв, що протягом 1981 і 1982 років «ізраїльтяни, як повідомляється, відкривали рахунки в швейцарських банках для фінансового завершення угод»

### Торгові угоди
Між двома країнами є угоди про повітряний транспорт (1954, 1972 і 2004), автомобільний і залізничний транспорт (1977), гарантії експортних ризиків (1966), захист інвестицій (1998) та подвійне оподаткування (2002). Іран є одним з найважливіших торгових партнерів Швейцарії на Близькому Сході. Вже існують швейцарсько-іранські економічні договори щодо захисту інвестицій, подвійного оподаткування та авіації. Торгова угода була підписана в 2005 році, але ще не ратифікована.  У 2010 році обсяг торгівлі з Іраном становив близько 741 мільйона швейцарських франків ; Швейцарія експортувала товарів приблизно на 700 мільйонів франків, а імпортувала товарів на 41 мільйонів швейцарських франків. Основними товарами, які експортує Швейцарія, є фармацевтична продукція, техніка та сільськогосподарська продукція. Експорт Швейцарії до Ірану склав майже 1,9 мільярда доларів США за десятимісячний період, що закінчився 31 січня 2014 року.  У 2017 році Іран продовжував імпортувати значну кількість швейцарських товарів і послуг на суму US $ 2,18 млрд (4,3% від загального обсягу імпорту), в той час як іранський експорт до Швейцарії припадає тільки за US $ 12 млн в протягом того ж періоду часу. Згідно з національною статистикою, після 2017 року експорт з ЄС та Швейцарії до Ірану різко впав, у тому числі й фармацевтичної продукції. На початку 2020 року базований в Женеві банк BCP і великий швейцарський виробник ліків брали участь у першій пілотній поставці основних ліків на суму 2,3 мільйона євро (2,55 мільйона доларів). У липні 2020 року Державний секретаріат з економічних питань (SECO) оголосив про завершення першої транзакції в рамках гуманітарної торговельної угоди. У жовтні 2020 року адміністрація Трампа ще більше розширила санкції США на всі іранські фінансові установи, тим самим ускладнивши додатковий експорт відповідно до угоди. У 2021 році Ірано-Швейцарська торгова палата відзначила зростання торгівлі між двома країнами, незважаючи на складні банківські операції. IRNA повідомила про збільшення імпорту зі Швейцарії до 672 000 тонн (539 мільйонів доларів) протягом перших чотирьох місяців 2021 року, в основному у вигляді медичних товарів та органічних злаків. У 2021 році Швейцарія стала п’ятим за величиною експортером до Ірану після ОАЕ, Китаю, Туреччини та Європейського Союзу.

### Газовий договір 2007 року
У 2007 році Іран та Швейцарія підписали великий 25-річний газовий контракт на експорт понад 5 Як повідомляється, мільярд кубометрів газу з Перської затоки на рік оцінюється в 18 мільярд євро. Починаючи з 1.5 млрд кубометрів на рік у 2010 році, а до 2012 року планується збільшити до 4 млрд кубометрів.  Цей контракт був підписаний між швейцарською компанією Elektrizitätsgesellschaft Laufenburg (EGL) і Національною іранською газовою експортною компанією, який розпочнеться практично на початку 2009 року Існує певний скептицизм щодо того, що Іран не зможе постачати газ до Швейцарії в осяжному майбутньому, оскільки наразі жоден трубопровід не з’єднує Іран з Європою. У лютому 2010 року Іран оголосив про готовність експортувати газ до Швейцарії.  Угода була спрямована на зниження Bern залежності «s на російському газі.  У жовтні 2010 року EGL оголосила про одностороннє призупинення газового контракту з Іраном.  

### Міжнародні санкції
Швейцарія та Іран значно скоротили свою двосторонню економічну співпрацю з тих пір, як Рада Безпеки ООН прийняла програму збагачення ядерної зброї Ірану в 2005 році  Уряд Швейцарії співпрацює зі США для заморожування банківських рахунків та інших фінансових активів, що належать особам, причетним до іранської ядерної програми ; Швейцарія також зобов’язалася заблокувати продаж товарів подвійного призначення.  Vitol і Glencore, 2 швейцарські фірми, також донедавна були головними перепродавцями бензину в Іран, але з тих пір припинили торгівлю з цією країною. У січні та грудні 2011 року Швейцарія розширила односторонні санкції проти Ірану. У січні 2014 року Федеральна рада Швейцарії заявила, що призупинила частину своїх економічних санкцій проти Ірану відповідно до Женевських ядерних угод між Тегераном та шістьма світовими державами, але торгові бар’єри все ще офіційно діють.  На основі заяви президента Швейцарії Дідьє Буркхальтера на 9-му Всесвітньому економічному форумі, це буде крок за кроком, і офіційне зняття всіх торгових санкцій залежатиме від остаточної угоди щодо ядерної програми Ірану. У швейцарському місті Женева відбулося прийняття Спільного всеосяжного плану дій (СВПД), а 2 квітня 2015 року в Лозанні було укладено загальні рамки чинної угоди. У 2016 році, після виконання JCPOA з P5+1, Швейцарія скасувала всі односторонні санкції проти Ірану, що стосуються його ядерної програми, і Йоганн Шнайдер-Амманн став першим президентом Швейцарії, який відвідав Іран.
Після того, як адміністрація Трампа в односторонньому порядку скасувала Спільний всеосяжний план дій (JCPOA), економічні санкції були відновлені в 2018 році і посилені наприкінці 2019 року шляхом призначення Центрального банку Ірану (CBI) під керівництвом антитерористичних органів США, а також введення обмежень на перевезення вантажів з і в Іран. Швейцарські харчові та фармацевтичні компанії продовжували вести бізнес з Іраном, але через жорсткі фінансові санкції іранські та швейцарські банки важко обробляли навіть платежі за звільнені товари.

#### Гуманітарний канал
Наприкінці січня 2020 року була реалізована Швейцарська гуманітарна торгова угода (SHTA) з Іраном, яка забезпечує експортні гарантії через швейцарські фінансові установи для поставок продуктів харчування та медичних товарів до Ісламської республіки.
15 червня 2021 року міністр закордонних справ Швейцарії Іньяціо Кассіс і президент США Джо Байден заявили під час інтерв’ю для преси в Женеві, Швейцарія, що вони обидва підтримають більше платежів через рідко використовуваний швейцарсько-іранський гуманітарний канал.